# Polska na Mistrzostwach Europy w Lekkoatletyce 2014
Polska na Mistrzostwach Europy w Lekkoatletyce 2014 – reprezentacja Polski podczas Mistrzostw Europy w Zurychu liczyła 61 zawodników – 41 mężczyzn i 20 kobiet.
| Medale według dni | Medale według dni | Medale według dni | Medale według dni | Medale według dni | Medale według dni | Medale według dni |
| ----------------- | ----------------- | ----------------- | ----------------- | ----------------- | ----------------- | ----------------- |
| Dzień             | Data              |                   |                   |                   | W sumie           |                   |
| Dzień 1           | 12                | 0                 | 0                 | 1                 | 1                 |                   |
| Dzień 2           | 13                | 0                 | 0                 | 1                 | 1                 |                   |
| Dzień 3           | 14                | 0                 | 1                 | 0                 | 1                 |                   |
| Dzień 4           | 15                | 2                 | 1                 | 1                 | 4                 |                   |
| Dzień 5           | 16                | 0                 | 2                 | 1                 | 3                 |                   |
| Dzień 6           | 17                | 0                 | 2                 | 0                 | 2                 |                   |

## Występy reprezentantów Polski

### Mężczyźni

#### Konkurencje biegowe
| Zawodnik                                                                                               | Konkurencja                   | Eliminacje | Eliminacje | Półfinał    | Półfinał | Finał      | Finał |
| Zawodnik                                                                                               | Konkurencja                   | Rezultat   | Poz.       | Rezultat    | Poz.     | Rezultat   | Poz.  |
| --- | ----------------------------- | ---------- | ---------- | ----------- | -------- | ---------- | ----- |
| Robert Kubaczyk                                                                                        | Bieg na 100 m                 | 10,45      | 26.        | NQ          | NQ       | NQ         | NQ    |
| Karol Zalewski                                                                                         | Bieg na 200 m                 | 20,76 q    | 16.        | 20,52 q     | =8.      | 20,58      | 8.    |
| Łukasz Krawczuk                                                                                        | Bieg na 400 m                 | 45,92 Q    | 14.        | 46,24       | 16.      | NQ         | NQ    |
| Jakub Krzewina                                                                                         | Bieg na 400 m                 | 45,68 Q    | 5.         | 45,47 q     | 5.       | 45,52      | 4.    |
| Rafał Omelko                                                                                           | Bieg na 400 m                 | 46,10 q    | 18.        | 46,69       | 21.      | NQ         | NQ    |
| Adam Kszczot                                                                                           | Bieg na 800 m                 | 1:47,92 Q  | 8.         | 1:47,12 Q   | 6.       | 1:44,15 SB |       |
| Artur Kuciapski                                                                                        | Bieg na 800 m                 | 1:47,45 Q  | 2.         | 1:46,05 Q   | 2.       | 1:44,89 PB |       |
| Marcin Lewandowski                                                                                     | Bieg na 800 m                 | 1:47,83 Q  | 5.         | 1:47,14 Q   | 7.       | 1:45,78    | 5.    |
| Dominik Bochenek                                                                                       | Bieg na 110 m przez płotki    | 13,66      | 21.        | NQ          | NQ       | NQ         | NQ    |
| Artur Noga                                                                                             | Bieg na 110 m przez płotki    | 13,22 Q    | 8.         | 13,39 q, SB | 7.       | 14,25      | 6.    |
| Patryk Dobek                                                                                           | Bieg na 400 m przez płotki    | 49,73 Q    | 7.         | 49,13       | 7.       | NQ         | NQ    |
| Mateusz Demczyszak                                                                                     | Bieg na 3000 m z przeszkodami | 8:31,61 Q  | 1.         | —           | —        | 8:34,32    | 10.   |
| Krystian Zalewski                                                                                      | Bieg na 3000 m z przeszkodami | 8:35,44 Q  | 8.         | —           | —        | 8:27,11    |       |
| Adam Pawłowski Dariusz Kuć Robert Kubaczyk Karol Zalewski Kamil Masztak (el.)                          | 4 × 100 m                     | 38,75 q    | 6.         | —           | —        | 38,85      | 6.    |
| Rafał Omelko Kacper Kozłowski Łukasz Krawczuk Jakub Krzewina Andrzej Jaros (el.) Michał Pietrzak (el.) | 4 × 400 m                     | 3:03,52 Q  | 5.         | —           | —        | 2:59,85    | [ 2 ] |
| Błażej Brzeziński                                                                                      | Maraton                       | —          | —          | —           | —        | 2:25:17    | 43.   |
| Marcin Chabowski                                                                                       | Maraton                       | —          | —          | —           | —        | DNF        | DNF   |
| Yared Shegumo                                                                                          | Maraton                       | —          | —          | —           | —        | 2:12:00    |       |
| Henryk Szost                                                                                           | Maraton                       | —          | —          | —           | —        | DNF        | DNF   |
| Rafał Fedaczyński                                                                                      | Chód na 20 km                 | —          | —          | —           | —        | 1:24:28    | 16.   |
| Rafał Augustyn                                                                                         | Chód na 50 km                 | —          | —          | —           | —        | 3:48:15    | 9.    |
| Łukasz Nowak                                                                                           | Chód na 50 km                 | —          | —          | —           | —        | DNF        | DNF   |
| Grzegorz Sudoł                                                                                         | Chód na 50 km                 | —          | —          | —           | —        | DNF        | DNF   |

#### Konkurencje techniczne
| Zawodnik            | Konkurencja    | Eliminacje | Eliminacje | Finał    | Finał   |
| Zawodnik            | Konkurencja    | Rezultat   | Pozycja    | Rezultat | Pozycja |
| ------------------- | -------------- | ---------- | ---------- | -------- | ------- |
| Wojciech Theiner    | Skok wzwyż     | 2,23 q     | =1.        | 2,26     | 10.     |
| Piotr Lisek         | Skok o tyczce  | 5,50 q     | =12.       | 5,65     | 6.      |
| Robert Sobera       | Skok o tyczce  | 5,50 q     | =3.        | DNF      | DNF     |
| Paweł Wojciechowski | Skok o tyczce  | 5,50 q     | =12.       | 5,70     |         |
| Tomasz Jaszczuk     | Skok w dal     | 7,83 q     | 6.         | 8,07     | 7.      |
| Adrian Strzałkowski | Skok w dal     | 7,80 q     | 10.        | 7,63     | 12.     |
| Tomasz Majewski     | Pchnięcie kulą | 20,50 Q    | 3.         | 20,83    |         |
| Jakub Szyszkowski   | Pchnięcie kulą | 19,46      | 18.        | NQ       | NQ      |
| Piotr Małachowski   | Rzut dyskiem   | 64,98 Q    | 3.         | 63,54    | 4.      |
| Robert Urbanek      | Rzut dyskiem   | 63,91 q    | 7.         | 63,81    |         |
| Paweł Fajdek        | Rzut młotem    | 77,45 Q    | 1.         | 82,05    |         |
| Szymon Ziółkowski   | Rzut młotem    | 74,93 q    | 8.         | 78,41 SB | 5.      |
| Łukasz Grzeszczuk   | Rzut oszczepem | 77,74      | 13.        | NQ       | NQ      |

### Kobiety

#### Konkurencje biegowe
| Zawodniczka | Konkurencja                   | Eliminacje | Eliminacje | Półfinał      | Półfinał | Finał      | Finał |
| Zawodniczka | Konkurencja                   | Rezultat   | Poz.       | Rezultat      | Poz.     | Rezultat   | Poz.  |
| --- | ----------------------------- | ---------- | ---------- | ------------- | -------- | ---------- | ----- |
| Małgorzata Hołub                                                                                                 | Bieg na 400 m                 | 52,00 Q    | 10.        | 52,58 Q       | 9.       | 51,84 PB   | 5.    |
| Justyna Święty                                                                                                   | Bieg na 400 m                 | 52,43 q    | 15.        | 52,85         | 13.      | NQ         | NQ    |
| Patrycja Wyciszkiewicz                                                                                           | Bieg na 400 m                 | 52,73      | 17.        | NQ            | NQ       | NQ         | NQ    |
| Angelika Cichocka                                                                                                | Bieg na 800 m                 | 2:04,41    | 24.        | NQ            | NQ       | NQ         | NQ    |
| Joanna Jóźwik | Bieg na 800 m                 | 2:01,01 Q  | =5.        | 2:00,58 Q, PB | 2.       | 1:59,63 PB |       |
| Renata Pliś | Bieg na 1500 m                | 4:10,33 Q  | 2.         | —             | —        | 4:06,65    | 4.    |
| Renata Pliś | Bieg na 5000 m                | —          | —          | —             | —        | 15:48,58   | 12.   |
| Karolina Jarzyńska                                                                                               | Bieg na 10 000 m              | —          | —          | —             | —        | 32:40,98   | 13.   |
| Karolina Kołeczek                                                                                                | Bieg na 100 m przez płotki    | 13,12 q    | =14.       | 13,20         | 15.      | NQ         | NQ    |
| Joanna Linkiewicz                                                                                                | Bieg na 400 m przez płotki    | 57,12 Q    | 12.        | 55,89 q, PB   | 6.       | 56,59      | 8.    |
| Katarzyna Kowalska                                                                                               | Bieg na 3000 m z przeszkodami | 9:52,66 q  | 12.        | —             | —        | 9:43,09    | 7.    |
| Paulina Buziak                                                                                                   | Chód na 20 km                 | —          | —          | —             | —        | DNF        | DNF   |
| Agnieszka Dygacz                                                                                                 | Chód na 20 km                 | —          | —          | —             | —        | 1:31:36    | 14.   |
| Małgorzata Hołub Patrycja Wyciszkiewicz Joanna Linkiewicz Justyna Święty Iga Baumgart (el.) Agata Bednarek (el.) | 4 × 400 m                     | 3:29,79 Q  | 5.         | —             | —        | 3:25,73 SB | 5.    |

#### Konkurencje techniczne
| Zawodniczka             | Konkurencja | Eliminacje | Eliminacje | Finał    | Finał   |
| Zawodniczka             | Konkurencja | Rezultat   | Pozycja    | Rezultat | Pozycja |
| ----------------------- | ----------- | ---------- | ---------- | -------- | ------- |
| Anna Jagaciak-Michalska | Trójskok    | 13,59      | 15.        | NQ       | NQ      |
| Justyna Kasprzycka      | Skok wzwyż  | 1,89 q     | =7.        | 1,99     | 4.      |
| Kamila Lićwinko         | Skok wzwyż  | 1,89 q     | =5.        | 1,90     | =9.     |
| Joanna Fiodorow         | Rzut młotem | 71,33 Q    | 3.         | 73,67    |         |
| Anita Włodarczyk        | Rzut młotem | 75,73 Q    | 1.         | 78,76    |         |

| Siedmiobój        | Siedmiobój     | Siedmiobój | Siedmiobój | Siedmiobój |
| Zawodniczka       | Konkurencja    | Wynik      | Punkty     | Pozycja    |
| ----------------- | -------------- | ---------- | ---------- | ---------- |
| Karolina Tymińska | 100 m p.pł.    | 13,56      | 1041       | 7.         |
| Karolina Tymińska | Skok wzwyż     | 1,70       | 855        | 20.        |
| Karolina Tymińska | Pchnięcie kulą | 14,47      | 825        | 2.         |
| Karolina Tymińska | 200 m          | 24,61      | 923        | 7.         |
| Karolina Tymińska | Skok w dal     | 6,07       | 871        | 10.        |
| Karolina Tymińska | Rzut oszczepem | 40,60      | 679        | 19.        |
| Karolina Tymińska | 800 m          | 2:11,84    | 938        | 2.         |
| Razem             | Razem          | Razem      | 6132       | 11.        |